# .mm
.mm là tên miền quốc gia cấp cao nhất (ccTLD) của Myanmar. Được gán vào năm 1997.
Một công ty điều hành bởi hai người Úc di cư ở Myanmar, Eagle Group, đã hình thành truy cập Internet đầu tiên ở Myanmar vào năm 1997. Họ đã hợp đồng với một công ty của Anh có tên Digiserve Lưu trữ ngày 1 tháng 7 năm 2007 tại Wayback Machine có trụ sở ở High Wycombe, Vương quốc Liên hiệp Anh và Bắc Ireland để cung cấp dịch vụ DNS cho.mm. Tất cả các truy vẫn DNS.mm đều được quản lý bởi hai máy chủ của Digiserve hoạt động như các máy chủ tên gốc cho.mm, ns1.digiserve.com và ns2.digiserve.com. Vào năm 1999, dịch vụ của Eagle Group bị đóng cửa bởi chính phủ Myanmar.
Sau đó, hai máy chủ này được ủy quyền bởi SOA cho các tên miền.com.mm,.net.mm,.edu.mm và.org.mm cho hai máy chủ tên quản lý bởi Bộ Bưu chính Viễn thông Myanmar, ns0.mpt.net.mm và ns1.mpt.net.mm, cả hai máy chủ đặt tại Yangon.
Vào tháng 2 năm 2002, các máy chủ DNS của DigiServe bị xâm nhập bởi một nhóm đòi dân chủ Lưu trữ ngày 6 tháng 3 năm 2010 tại Wayback Machine, dẫn đến tất cả các đường truyền đến các tên miền.mm kể cả www.gov.mm đều bị chuyển hướng đến một trang web yêu cầu phóng thích cho nhà lãnh đạo sinh viên nổi tiếng Min Ko Naing trong vòng 3 ngày.
Vào đầu năm 2005, Bộ cuối cùng đã có được quyền kiểm soát không gian tên miền.mm và thay thế các máy chủ tên Digiserve bằng máy của họ.
Các doanh nghiệp ở Myanmar có thể đăng ký tên miền với .net.mm và .com.mm thông qua Bagan Cybertech hay từ Bộ Bưu chính Viễn thông Myanmar. Các tên miền .edu.mm, .org.mm, .gov.mm được để dành sử dụng cho chính phủ và chính thức. Không có trang www.nic.mm hoặc dịch vụ whois được cung cấp.
Một lần nữa, dịch vụ của Bagan Cybertech bị đóng cửa bởi chính phủ Myanmar. Lần này, chỉ có Bộ Bưu chính Viễn thông thuộc sở hữu nhà nước quản lý tất cả dịch vụ Internet và email.